# 马来西亚马来人
马来西亚马来人 （旧译为馬來西亞巫來由人），是马来西亚的本地民族之一。
马来人是马来西亚最大的民族，占总人口的一半（不包括马来西亚半岛与沙巴、砂拉越的原住民族），約有1500萬人。根据马来西亚联邦宪法第160条的释文，“马来人”的定义如下：
- 信奉伊斯兰教、能操马来语、奉行马来传统民俗及文化；
- 在独立日[註 1]前出生于联邦[註 2]或新加坡、或者父母任何一方出生于联邦或新加坡、或者独立日当日正定居于联邦或新加坡。
- 或者是上述人们的后裔。

## 定義
对于独立日前的就居住在马来亚及新加坡的居民来说，这个定义是宽松的，只要当时在语言、宗教及文化上是认同马来风俗，在法律上就可以被视为马来人，因此它不同于人类学的马来民族。
然而，对于在独立日以后才有意归化为马来人的第三代以上非马来人来说，除了要在语言、宗教和文化认同之外，还必须拥有上述人们的血统，才可以成为马来人。比如非土著和马来人通婚的后代，一般都会被自动归类为马来人；而单单信奉伊斯兰教、说马来语及奉行马来文化的非马来人则不会（例如印裔穆斯林）。一些爪哇裔马来西亚人在某种程度上也被认为是马来人。
民间概念
一般上，只要是父亲是马来人，儿女都会被认为是马来人，但有一部分与马来人通婚的后代认为自己是“混血儿”，不完全是马来人。马来人的姓名“Bin”与“Binti”的后面会加上父亲的名字。

## 語言
馬來語屬於南島語系，在馬來西亞、印度尼西亞、新加坡、汶萊和泰國被使用。標準馬來語的使用總數約為1800萬人。印尼語為一種馬來語方言的標準形式，約1.7億人作為母語或第二語言。

## 文化
1500年前，三佛齊王國便與來自中國和印度的商人做貿易。帶來了黃金和絲綢的到來，佛教和印度教也傳播到了馬來西亞。伊斯蘭教在數千年後首次傳播到馬來西亞，主要是來自印度的古吉拉特族穆斯林和中國的回族穆斯林。在15世紀成為的主要宗教，特別是在西部沿海港口和貿易中心。當葡萄牙人抵達馬來西亞時，他們所見到的帝國比自己的國家更加國際化。

## 海外分佈
從馬來西亞移民澳洲海外屬地聖誕島的馬來人社群佔了聖誕島總人口的20％。

## 人口統計
馬來人是馬來西亞的主要民族。除了沙巴和砂拉越以外，馬來西亞其他州屬的馬來族人數都在40％到90％以上，以下數字為2010年人口普查和2015年人口普查的數字，這個數字也包括非馬來西亞公民。
| 州屬                                     | 人口       | 人口  | 人口       | 人口  |
| 州屬                                     | 2010       | 2010  | 2015*      | 2015* |
| ---------------------------------------- | ---------- | ----- | ---------- | ----- |
| 柔佛                                     | 1,759,537  | 52.6% | 1,893,100  | 53.2% |
| 吉打                                     | 1,460,746  | 75.0% | 1,569,100  | 75.7% |
| 吉蘭丹                                   | 1,426,373  | 92.6% | 1,585,900  | 92.3% |
| 馬六甲                                   | 517,441    | 63.0% | 552,700    | 63.3% |
| 森美蘭                                   | 572,006    | 56.0% | 621,900    | 56.6% |
| 彭亨                                     | 1,052,774  | 70.1% | 1,146,000  | 70.6% |
| 霹靂                                     | 1,238,357  | 52.6% | 1,314,400  | 53.0% |
| 檳城                                     | 636,146    | 40.7% | 692,400    | 41.6% |
| 玻璃市                                   | 198,710    | 85.8% | 210,200    | 85.4% |
| 沙巴                                     | 184,197    | 5.7%  | 268,500    | 7.6%  |
| 砂拉越                                   | 568,113    | 23.0% | 616,900    | 23.4% |
| 雪蘭莪                                   | 2,814,597  | 51.5% | 3,069,100  | 52.2% |
| 丁加奴                                   | 985,011    | 95.1% | 1,092,200  | 94.7% |
| 吉隆坡                                   | 679,236    | 40.8% | 729,500    | 41.3% |
| 納閩                                     | 30,001     | 34.5% | 33,900     | 35.0% |
| 布城                                     | 68,475     | 94.6% | 83,800     | 94.9% |
| 總人口                                   | 14,191,720 | 50.1% | 15,479,600 | 50.8% |
| - 2015年人口估計數四捨五入到最接近的人數 |            |       |            |       |

## 宗教信仰
马六甲王朝开国君主拜里米苏拉皈依回教，并改名为苏丹依斯甘达沙,随后回教成了马六甲的国教。人们渐渐地放弃了原先的印度教与佛教皈依回教，但却融入了原先的习俗和制度。
马来人一般上都信仰回教沙斐议派，妇女的地位也较高。但也有一小部分的马来基督徒社区。叛教在马来西亚是犯罪，必须经由回教法院处理。